# Фиџи на Светском првенству у атлетици на отвореном 2015.
Фиџи је на Светском првенству у атлетици на отвореном 2013. одржаном у Пекингу од 22. до 30. августа, учествовао петнаести пут, односно учествовао је на свим светским првенствима на отвореном до данас. Репрезентацију Фиџија су представљала два такмичара, који су се такмичили у три дисциплине.
На овом првенству представници Фиџија нису освојили ниједну медаљу, није било националних ни личних рекорда.

## Учесници
Мушкарци:
- Ratu Banuve Tabakaucoro — 100 м
- Waisale Dausoko — Скок удаљ

## Резултати

### Мушкарци
| Атлетичар               | Дисциплина | Лични рекорд | Предтакмичење | Предтакмичење | Квалификације | Квалификације | Полуфинале           | Полуфинале           | Финале               | Финале       | Детаљи |
| Атлетичар               | Дисциплина | Лични рекорд | Резултат      | Место         | Резултат      | Место         | Резултат             | Место                | Резултат             | Место        | Детаљи |
| ----------------------- | ---------- | ------------ | ------------- | ------------- | ------------- | ------------- | -------------------- | -------------------- | -------------------- | ------------ | ------ |
| Ratu Banuve Tabakaucoro | 100 м      | 10,22 НР     | 10,50         | 1. у гр. 1 КВ | 10,41         | 7. у гр. 5    | Није се квалификовао | Није се квалификовао | Није се квалификовао | 40 / 68 (71) |        |
| Waisale Dausoko         | Скок удаљ  | 7,20         | 6,89          | 14 у гр. Б    |               |               |                      |                      | Није се квалификовао | 28 / 28 (32) |        |